# 坂上熊毛
坂上 熊毛（さかのうえ の くまけ）は、飛鳥時代の人物。姓は直。冠位は贈大錦下。672年の壬申の乱の際倭京の留守司であったが、大海人皇子（天武天皇）側に内応した。

## 出自
坂上氏は渡来系の倭漢氏（東漢氏）の一族である。東漢氏は支族が多く、大和国南部に本拠を持ち、軍事に関与することが多かった。子に宗大がいる。
「坂上系図」によれば、熊毛を東漢駒子の孫で、坂上甲由の子とする。父の甲由が大和国高市郡の出とされるので、熊毛も同じ可能性が高い。

## 経歴
壬申の乱が起こった際、坂上熊毛は倭京の留守司であった。倭京の倭は「やまと」と読み、当時近江にあった都と別に留守司が管理していた。『日本書紀』が伝える留守司には他に高坂王があり、熊毛は王の同僚か部下であったと推測される。
壬申の年（672年）の6月下旬に大海人皇子が兵を興すと、近江大津宮にいた大友皇子（弘文天皇）は倭京に使者を派遣して軍を発することを命じた。高坂王は使者の穂積百足、穂積五百枝、物部日向と共に軍の編成を始めた。しかしこのとき、大海人皇子側につくことを決めた大伴吹負は挙兵を目指して人数を集め、坂上熊毛と相談して、一二の漢直（倭漢直）に内応を求めた。6月29日、まず秦熊が使者のふりをして馬に乗って馳せ、「高市皇子が不破から来た。軍衆が多く従っている」と誤報を流した。陣営の兵士は驚いて逃げ散った。それから数十騎で乗り込むと、熊毛と諸々の直が内応したため、吹負は難なく指揮権を奪取した。
霊亀2年（716年）4月8日、壬申の年の功に対し、熊毛の子である坂上宗大が田を賜与された。天平宝字元年（757年）12月9日に、太政官は贈大錦下坂上直熊毛の功を論じて中功とし、功田6町を2世にわたって伝えると決定した。熊毛は生前に6町の功田を授かり、これが宗大に伝えられ、中功と確定したのであろう。